# Francis Casadesus
Francis Louis Casadesus (Parigi, 1870 – Suresnes, 1954) è stato un violinista e compositore francese.
Nel 1882 divenne violinista del Théâtre des Nations e nel 1914 scrisse la sua prima opera, Cachaprès, cui seguì La canzone di Parigi nel 1928.
Nel 1921 fondò il Conservatorio Americano di Fontainebleau.